# Maybe (canção de Sick Puppies)
"Maybe" é uma canção escrita por Emma Anzai, M. Frederiksen, Shimon Moore, gravada pela banda Sick Puppies.
É o terceiro single do terceiro álbum de estúdio, lançado a 14 de Julho de 2009, Tri-Polar.

## Paradas
| Parada (2010)                      | Posições |
| ---------------------------------- | -------- |
| Estados Unidos - Top Heatseekers   | 4        |
| Estados Unidos - Hot 100 Airplay   | 72       |
| Estados Unidos - Alternative Songs | 6        |
| Estados Unidos - Mainstream Top 40 | 28       |
| Estados Unidos - Rock Songs        | 15       |
| Estados Unidos - Billboard Hot 100 | 100      |